# Reyero
Reyero est une commune d'Espagne dans la province de León, communauté autonome de Castille-et-León. Elle s'étend sur 26,2 km2 et comptait environ 128 habitants en 2024.La municipalité se compose de la ville principale de Reyero et des villages de Pallide , Primajas et Viego .

## Géographie
Reyero est situé à environ 50 km au nord-est de León à une altitude d'environ 1 150 m.

## Évolution démographique
| Année         | 1900 | 1950 | 1970 | 1981 | 1991 | 2001 | 2011 | 2021 | 2024 |
| ------------- | ---- | ---- | ---- | ---- | ---- | ---- | ---- | ---- | ---- |
| Population    | 628  | 494  | 324  | 274  | 193  | 162  | 130  | 130  | 128  |
| Source : INE. |      |      |      |      |      |      |      |      |      |

Le déclin démographique important observé depuis les années 1950 est principalement dû à la mécanisation de l’agriculture ainsi qu’à l’abandon des petites exploitations et à la perte d’emplois qui en découle (exode rural).

## Sites  touristiques

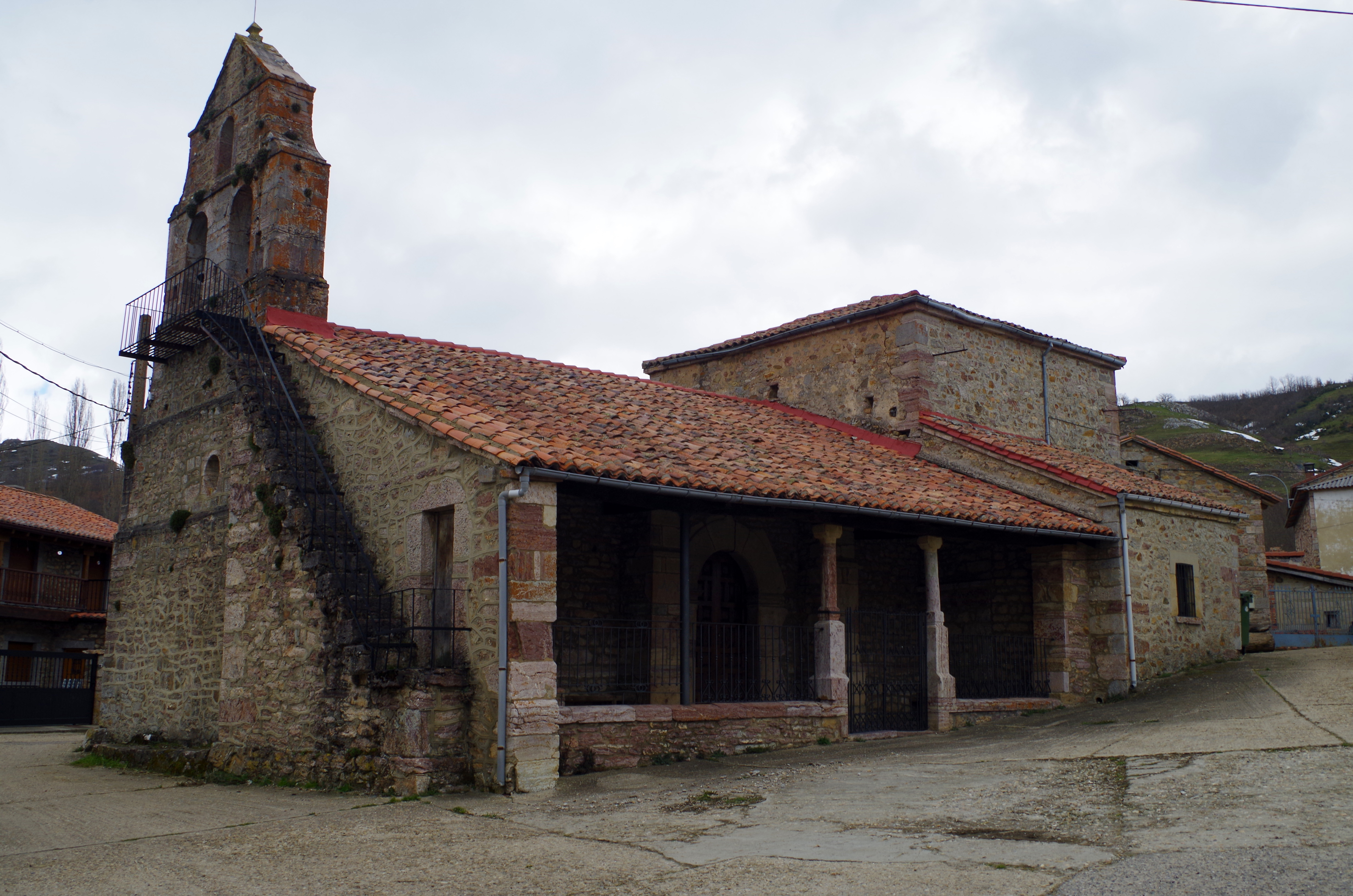
Église de Reyero
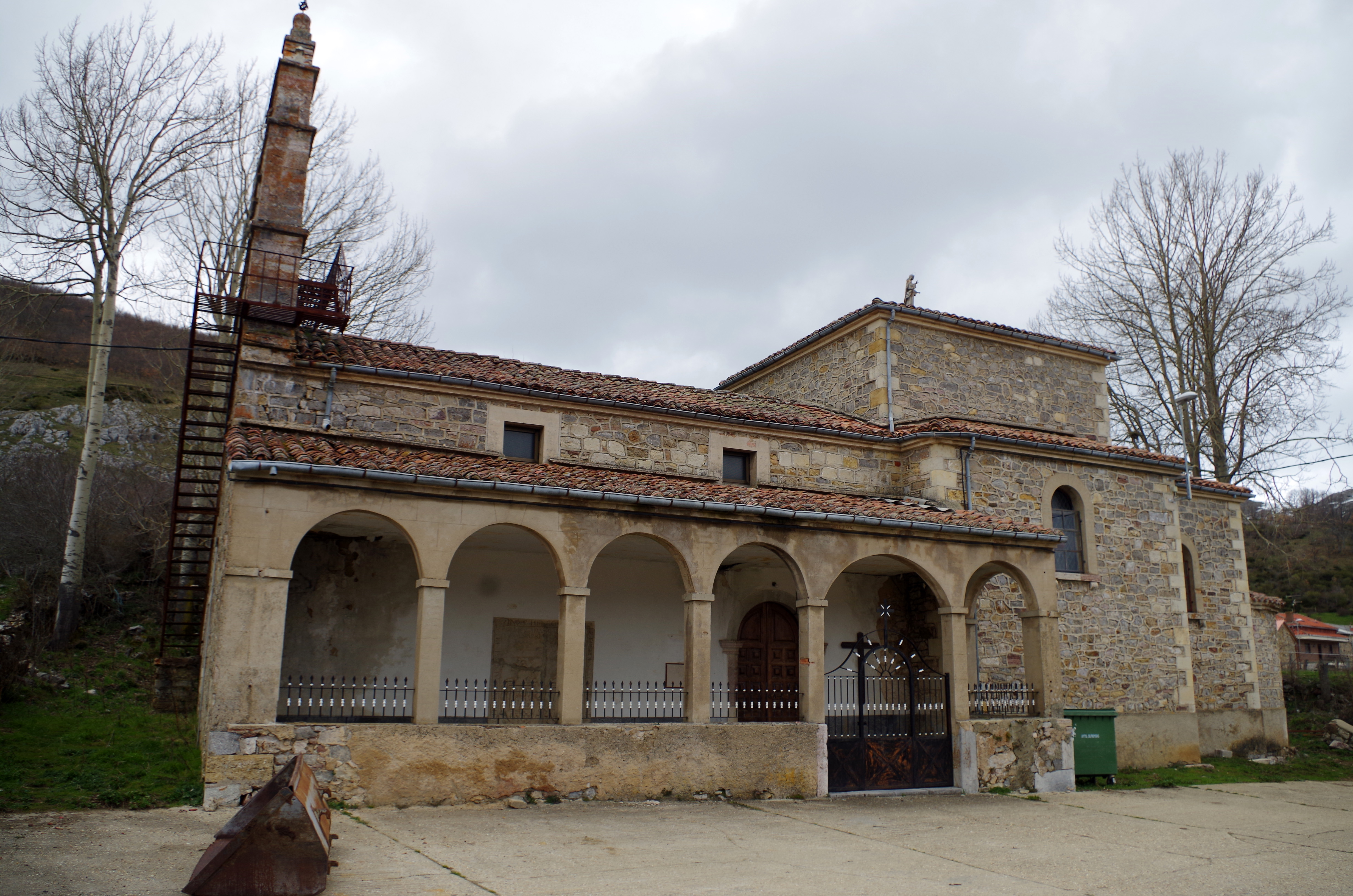
Église de Pallide

- Église de Reyero
- Église de Pallide